# Furumon
Furumon var en småort i Ysane socken i Sölvesborgs kommun i Blekinge län. Bebyggelsen räknas från 2015 som en del av tätorten Norje.